# Postsynchronisation
La postsynchronisation, ou post-synchronisation, est une technique permettant de réenregistrer en studio le dialogue ou la voix off d'une œuvre audiovisuelle (film, série, etc.), dans la même langue et les mêmes conditions que lors du tournage, et avec le même comédien.
Elle est souvent confondue avec le doublage qui, bien qu'utilisant les mêmes techniques de réenregistrement en studio comme la bande rythmo (voir plus bas), permet de réaliser l'adaptation synchronisée des dialogues dans une autre langue et est donc le plus souvent interprétée par un autre comédien. Certains acteurs et actrices polyglottes ont pratiqué à la fois la postsynchronisation et le doublage : Peter Ustinov, Jodie Foster, Kristin Scott Thomas, Michael Lonsdale, Diane Kruger, etc.

## Historique
La postsynchronisation existe au cinéma depuis 1932. Elle s'est développée en raison des bruits parasites qui se produisent lors de l'enregistrement sur le plateau de tournage.
Dans le cinéma italien, le courant du néoréalisme de l'immédiat après-guerre, avec des tournages fréquents en extérieur et des moyens modestes pour la prise d'un son direct de qualité, contribue à généraliser l'usage de la postsynchronisation. Adoptée pour des raisons à la fois économiques et techniques, la postsynchronisation continue ensuite d'être utilisée par le cinéma italien dans la quasi-totalité des cas. Un autre facteur contribuant à généraliser le doublage est la présence fréquente dans les films italiens, du fait du système des coproductions internationales, d'acteurs étrangers dont les voix doivent être remplacées par celles d'acteurs italiens. L'industrie audiovisuelle italienne, en dépit de toutes les avancées techniques dont elle a bénéficié, n'a adopté le son direct que partiellement et très tardivement.
À titre d'exemple, sur le tournage du Guépard de Luchino Visconti, Claudia Cardinale, qui ne parlait pas encore suffisamment bien l'italien, parlait le français dans les scènes avec Alain Delon, l'anglais avec Burt Lancaster et l'italien par ailleurs, tout en étant doublée dans la version « originale » italienne par Solvejg D'Assunta (it).

## Technique
La postsynchronisation est une technique employée lors de la postproduction de films. Elle consiste à remplacer des dialogues dont la prise de son initiale n'est pas exploitable pour le mixage final d'un film ou pour améliorer le jeu des comédiens.
Elle permet aussi d'ajouter des bribes de dialogues qui n'existaient pas au tournage, soit par des « fausses synchro », soit quand le comédien apparaît de dos ou sort du champ de l'image.
La piste enregistrée lors du tournage fournit des points de repère pour synchroniser les paroles avec celles qui ont été prononcées par les acteurs pendant le tournage, c'est ce qu'on appelle en français un « son témoin ». Le son témoin est « détecté », c'est-à-dire que les paroles entendues sont inscrites sur une « bande rythmo », bande calligraphiée défilant à la vitesse du film et qui permet aux comédiens d'être parfaitement synchrones avec leur image lors du réenregistrement en studio.
En anglais, la technique utilisée se nomme Automated Dialogue Replacement (ADR), aussi appelé looping ou looping session.